# Томар-ду-Жеру
Томар-ду-Жеру (порт. Tomar do Geru) — муниципалитет в Бразилии, входит в штат Сержипи. Составная часть мезорегиона Восток штата Сержипи. Входит в экономико-статистический микрорегион Бокин.